# 라리사 하무스
라리사 하무스(Larissa Ramos, 1989년 2월 4일 ~ )는 브라질의 미인 대회 우승자이다. 2009 미스 어스 우승자이다.